# Ariobarzanes I da Capadócia
Ariobarzanes, cognominado Filorromano (evidências numismáticas), chamado também de Ariobarzanes I da Capadócia, foi um rei da Capadócia, escolhido pelos capadócios e que governou, de c. 93 a.C. a 63 a.C., com o apoio dos romanos.

## Ascensão
Ele tornou-se rei em c. 93 a.C., nos eventos que antecederam as Guerras Mitridáticas, entre Mitrídates VI do Ponto e a República Romana.
Após o assassinato de Ariarates VII, esfaqueado por seu próprio tio, Mitrídates, este colocou seu filho, Ariarates, uma criança, como rei, deixando Górdio, assassino do pai de Ariarates VII, de guardião.
Os capadócios se revoltaram, e chamaram o outro filho de Laódice e Ariarates VI, Ariarates VIII, para reinar, mas Mitrídates o derrotou, exilou, e ele morreu de doença causada pela ansiedade, no exílio.
Nicomedes III da Bitínia então enviou Laódice a Roma, para testemunhar que tinha tido não dois, mas três filhos com Ariarates VI. Mitrídates também enviou Górdio, para dizer que o rei criança, Ariarates, filho de Mitrídates, era filho de Ariarates V, que havia tombado, aliado aos romanos, lutando contra Aristônico. O Senado Romano, percebendo as mentiras dos dois lados, tirou a Capadócia de Mitrídates e a Paflagônia de Nicomedes, oferencendo a liberdade aos capadócios, mas estes queriam um rei, e o Senado escolheu Ariobarzanes.

## Exílio e retorno. E de novo exílio e retorno
Mitrídates se aliou a Tigranes, casando Cleópatra, sua filha, com este rei da Arménia. Tigranes avançou sobre a Capadócia, e Ariobarzenes fugiu para Roma. Na mesma época, morreu Nicomedes, e seu filho, Nicomedes IV da Bitínia, foi expulso por Mitrídates, que tomou seus territórios. Nicomedes também fugiu para Roma, e o Senado Romano decretou que tanto Ariobarzanes quanto Nicomedes deveriam ter seus domínios restaurados. Neste momento, Mitrídates formou uma aliança com Tigranes, para lutar contra Roma.
Segundo Apiano, Ariobarzanes foi exilado e retornou duas vezes, o primeiro exílio correspondente aproximadamente a 93 - 92, e o segundo a 90 - 89 a.C..

## Primeira Guerra Mitridática
Em 88 a.C., no vigésimo-terceiro ano de seu reinado, Mitrídates iniciou a guerra contra Roma.
A Capadócia foi ocupada por Mitrídates, Ariobarzanes só voltou a reinar com a paz, em 84 a.C..

## Demais guerras
Ele continou reinando, mesmo sendo atacado por Mitrídates, até 66 a.C., quando foi exilado de novo, até ser restaurado por Pompeu. Pompeu, além de devolver a Capadócia a Ariobarzanes, também incluiu como seus domínios Sofena e Gordiena, retiradas do filho de Tigranes, e a cidade de Castabala, além de algumas cidades da Cilícia.

## Sucessão
Em c.63 a.C., ele renunciou e deixou o reino para seu filho, Ariobarzanes II da Capadócia. O nome da sua esposa, descoberto em uma inscrição, era Atenais, e seu filho tinha o epíteto Filopátor.